# Ucàs d'Ems
L'Ucàs d'Ems (en rus: Эмский указ, Emski ukaz; ucraïnès: Емський указ, Ems'kyy ukaz) va ser un edicte (en rus: ucàs) secret del tsar Alexandre II de Rússia promulgat en 1876, pel qual es prohibia expressament l'ús de l'idioma ucraïnès en textos de qualsevol classe dins de l'Imperi Rus, amb l'excepció de la reimpressió d'antics documents. L’ucàs també prohibia la importació de publicacions en ucraïnès i la representació d'obres de teatre o l'ensenyament tant escolar com universitari en ucraïnès, així com la traducció de llibres en l'idioma ucraïnès. Va ser anomenat així per la ciutat de Bad Ems, Alemanya, on va ser signat pel mateix tsar durant les seves vacances.

## Antecedents
Cap al 1860, més d'una dècada després de la dissolució de la "Germanor de Ciril i Metodi" a Kíev, i que el seu fundador Nikolai Kostomàrov i altres prominents figures fossin exiliades o arrestades, els intel·lectuals ucraïnesos van començar a prendre consciència de la seva herència cultural. Les associacions culturals ucraïneses trucades Hromadà van començar a funcionar en nombroses ciutats, després de la tradicional assemblea del llogaret, i a les escoles dominicals, a les ciutats i pobles en tant l'educació en llengua ucraïnesa havia estat negada per l'administració imperial russa. Això va ser parcialment originat per la publicació tant en rus com en ucraïnès de diverses revistes, com Osnova de Kostomàrov (1861–1862) i Txernyhosvs'kyy Lystok de Hlibov (1861–1863), o monografies històriques i folklòriques tals com la biografia del cosac Bohdan Khmelnitski , del mateix Kostomàrov. En Osnova, Kostomàrov va publicar el seu influent article Dve rússkie naródnosti, o "Dues nacionalitats russes", fixant una diferenciació que rebutjava de manera implícita la designació de "Petita Rússia" que l'administració imperial donava a Ucraïna.
Encara que el nacionalisme ucraïnès  havia estat considerat popular i d'alguna manera va gaudir d'una gran popularitat en els cercles culturals russos, un debat més seriós va començar al mateix temps que entrava en joc la ideologia del paneslavisme rus expressat en la frase de Aleksandr Puixkin: "No tots els rierols eslaus confluiran en el mar rus?", començant així la crítica cap a les "nacionalitats" eslaves que es resistien a "confluir en el mar rus". Els russos més conservadors van qualificar al moviment nacionalista ucraïnès d' "intriga polonesa", mentre els intel·lectuals de la Polònia del Congrés es queixaven que el nacionalisme ucraïnès havia estat usat com una arma en contra de la cultura polonesa per part d'alguns ucraïnesos.
Després de l'emancipació dels serfs en l'Imperi rus, molts terratinents estaven descontents per la pèrdua dels seus serfs, mentre que els camperols es mostraven generalment en desacord amb els termes de l'emancipació, que no els alliberaven de la misèria del medi rural. En aquesta situació i sota l'atmosfera de mútua desconfiança, un nombre cada vegada major d'informes sobre que els líders nacionalistes ucraïnesos estaven conspirant per separar-se de Rússia arribaven al govern imperial rus. Quan va esclatar en 1863 l'Aixecament de Gener a Polònia es van elevar  més les tensions sobre el separatisme ètnic dins de l'Imperi rus. Nombrosos activistes ucraïnesos van ser arrestats, les escoles dominicals i "hromades" van ser tancades i les seves publicacions requisades.
Una nova traducció a l'ucraïnès de part del Nou Testament feta per Pylyp Moratxevsky va ser aprovada per l'Acadèmia Imperial de Ciències però vetada pel Sant Sínode de l'Església ortodoxa russa, per considerar-se políticament sospitosa. En resposta el Ministre d'Interior de l'Imperi, Piotr Valúev, va expedir un document intern el 18 de juliol de 1863, la Circular Valúev, que establia una política basada en una prèvia opinió de Valúev, breu i simple: "La llengua ucraïnesa mai ha existit, no existeix i mai existirà". Amb la "Circular Valúev", el govern imperial rus va prohibir la publicació de llibres religiosos i seculars sota la premissa que no solament el contingut de tals publicacions (favorables al nacionalisme ucraïnès) era potencialment qüestionable, sinó que la seva simple presència era inacceptable per a la cort del tsar: implicava l'existència d'una nació ucraïnesa, diferent de Rússia.

## L'edicte d'Ems
Cap a 1870, la Hromada de Kíev i la branca sud-oest de la Societat Geogràfica Imperial va començar a publicar importants treballs a Kíev, encara que en idioma rus, però sobre etnografia ucraïnesa. Entre els autors estaven Mykhailo Drahomanov, Volodýmyr Antonóvytx, Iván Rudtxenko, i Pavlò Txubinski. Aquests van celebrar un Congrés Arqueològic en 1874, i ho van publicar en el periòdic de llengua russa Kíevski Telegraf.
Un membre de la Societat Geogràfica, Mikhail Iuzefòvitx, va enviar dues cartes a Sant Petersburg advertint de les activitats separatistes dels ucraïnesos que treballaven en la Societat Geogràfica. El tsar Alexandre II va formar una Comissió Imperial sobre la propaganda filoucraïnesa a les províncies del sud de l'Imperi, trobant evidències que les recerques sobre història ucraïnesa i el "dialecte de la Petita Rússia" eren un perill per a l'Imperi i recomanant estendre l'àmbit d'aplicació de la Circular de Valúev. Mentre descansava en un balneari en Bad Ems, Alemanya, al maig de 1876, el tsar va signar el que seria el Ukaz d'Ems, estenent la prohibició de publicació a tots els llibres i cançons en el "dialecte de la Petita Rússia", així com la importació de tals materials. Els professors sospitosos van ser apartats de l'ensenyament, les obres de teatre prohibides i les organitzacions perilloses així com els periòdics en ucraïnès van ser tancats.
L'edicte va coincidir amb altres accions encaminades a eliminar la cultura ucraïnesa. Drahomanov i Mykola Ziber van ser expulsats de les seves càtedres a la Universitat Sant Volodýmyr de Kíev, i van emigrar juntament amb altres intel·lectuals com Fedir Vovk i Serhiy Podolinski. La situació va ser exposada pel professor Mykhailo Drahománov en 1878 al Congrés Internacional de Literatura de París celebrat aquest mateix any.
En 1881, el nou tsar Alexandre III de Rússia va esmenar l'ucàs. Els diccionaris i els cants en ucraïnès van ser permesos, però l'alfabet ucraïnès (el "Kulixivka") va seguir prohibit, i aquestes publicacions tindrien per tant que emprar l'ortografia russa (anomenada despectivament iarijka pels ucraïnesos). Les representacions d'obres de teatre i cançons podrien ser aprovades per les autoritats locals, però els teatres i companyies formats únicament per ucraïnesos no serien permesos.
Moltes representacions i publicacions van ser desenvolupades per una mescla d'enginy i suborn però la vida cultural i intel·lectual ucraïneses pràcticament es van detenir.

## Període posterior
Després de la Revolució russa de 1905, la "Acadèmia Imperial de les Ciències" de Sant Petersburg va recomanar aixecar les restriccions de l'ucàs de 1876 per reduir les tensions nacionalistes a Ucraïna, la qual cosa va ser permès pel tsar Nicolau II de Rússia. Els periòdics en llengua ucraïnesa van començar a imprimir-se, les Prosvita ("Il·lustració") o societats d'ensenyament es van formar, alguns professors d'universitats van impartir classes en ucraïnès, i el bisbe ortodox del vicariat de Podíl·lia, Parfeni Levitski, va permetre l'ús de la llengua en els serveis religiosos i les escoles de la seva diòcesi.
El 1910, alertat per la potencial activitat revolucionària que implicava l'ús de l'idioma ucraïnès, el ministre d'interior Piotr Stolipin va restablir les restriccions de l'ucàs d'Ems i va tancar les societats Prosvita i les publicacions en aquesta llengua. La premsa de llengua russa i els intel·lectuals favorables al tsar van llançar una campanya contra la idea d'una autonomia per a Ucraïna.
Llavors, els ucraïnesos van mantenir un petit desenvolupament cultural a la regió rural de l'alt Dnièper, fora del control rus i amb una extensa població rural freturosa de qualsevol oportunitat d'educació formal, en la qual mostraven poc interès les autoritats tsaristes. La ideologia imperial russa dominava les escoles i l'exèrcit, i l'idioma rus era l'únic usat oficialment en l'administració pública i en els negocis urbans. Mentre, la consciència d'una identitat pròpia ucraïnesa va créixer a la regió de Galítsia i a Rutènia, poblades per ucraïnesos però sota el govern de l'Imperi austrohongarès i per això lluny de la repressió de les autoritats imperials russes.
L'ucàs mai va ser derogat, però va arribar a anul·lar-se de facto, juntament amb altres disposicions imperials russes, en la Revolució de Febrer de 1917 i 1918. Després de la Revolució d'Octubre, la llengua ucraïnesa, la seva cultura i el seu ensenyament van ser permeses durant la República Popular Ucraïnesa, l'Estat Ucraïnès (Govern provisional durant l'ocupació alemanya durant la Primera Guerra Mundial), i sota les polítiques de la ucraïnització de la República Socialista Soviètica d'Ucraïna després de 1931.